# Vivaise
Vivaise ist eine französische Gemeinde mit 662 Einwohnern (Stand 1. Januar 2022) im Département Aisne in der Region Hauts-de-France (vor 2016 Picardie). Sie gehört zum Arrondissement Laon, zum Kanton Laon-1 und zum Gemeindeverband Pays de Laon.

## Geografie
Die Gemeinde Vivaise liegt acht Kilometer nordwestlich von Laon. Das Flüsschen Rucher (hier auch noch Buzelle genannt) durchquert die Gemeinde. Sie wird umgeben von den Nachbargemeinden Couvron-et-Aumencourt und Chéry-lès-Pouilly im Norden, Aulnois-sous-Laon im Osten, Besny-et-Loizy im Süden sowie Crépy im Westen.

## Bevölkerungsentwicklung
| Jahr                       | 1962 | 1968 | 1975 | 1982 | 1990 | 1999 | 2006 | 2016 | 2022 |
| Einwohner                  | 255  | 292  | 448  | 660  | 704  | 702  | 759  | 709  | 662  |
| Quellen: Cassini und INSEE |      |      |      |      |      |      |      |      |      |

## Sehenswürdigkeiten

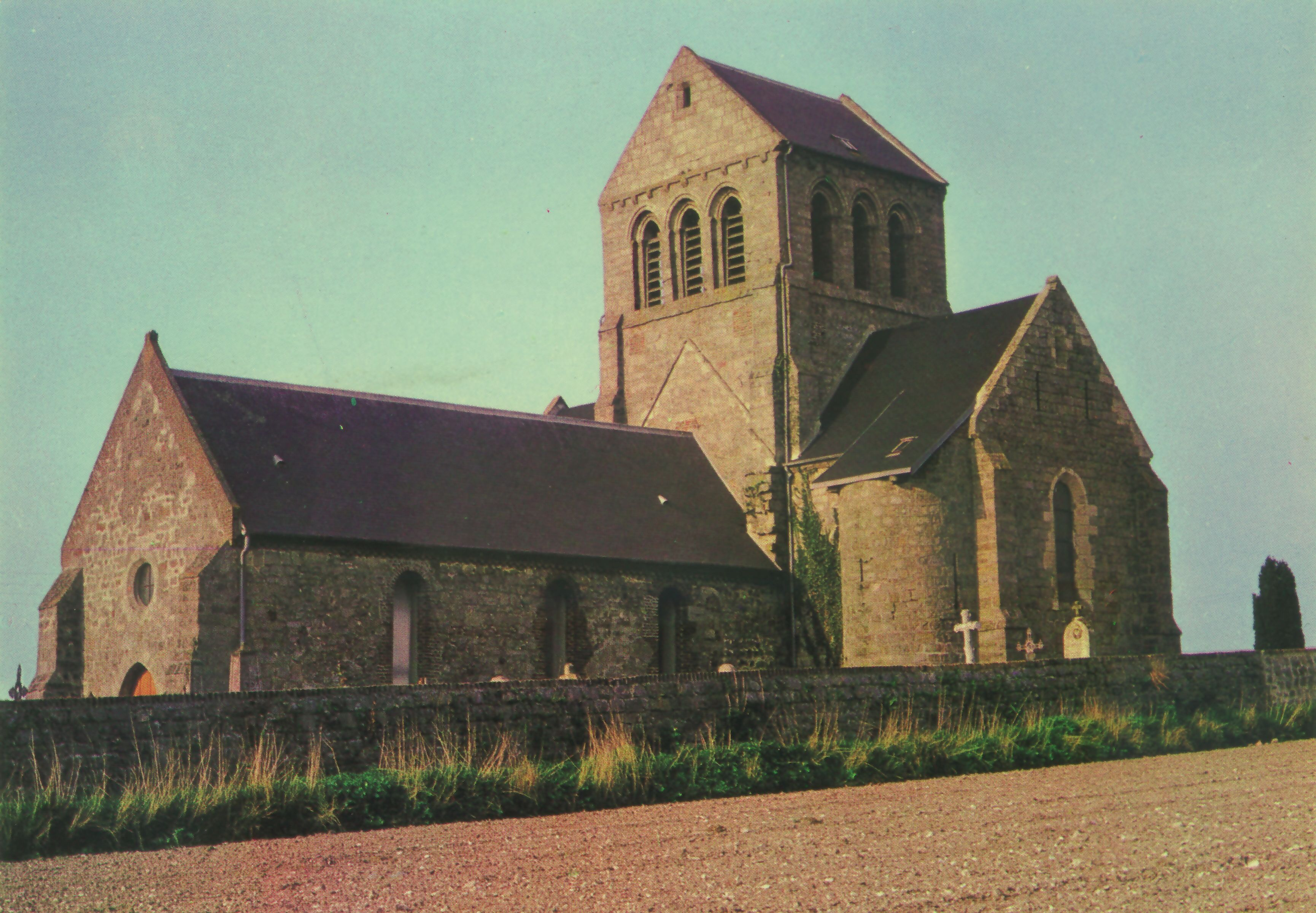
Kirche Saint-Remi
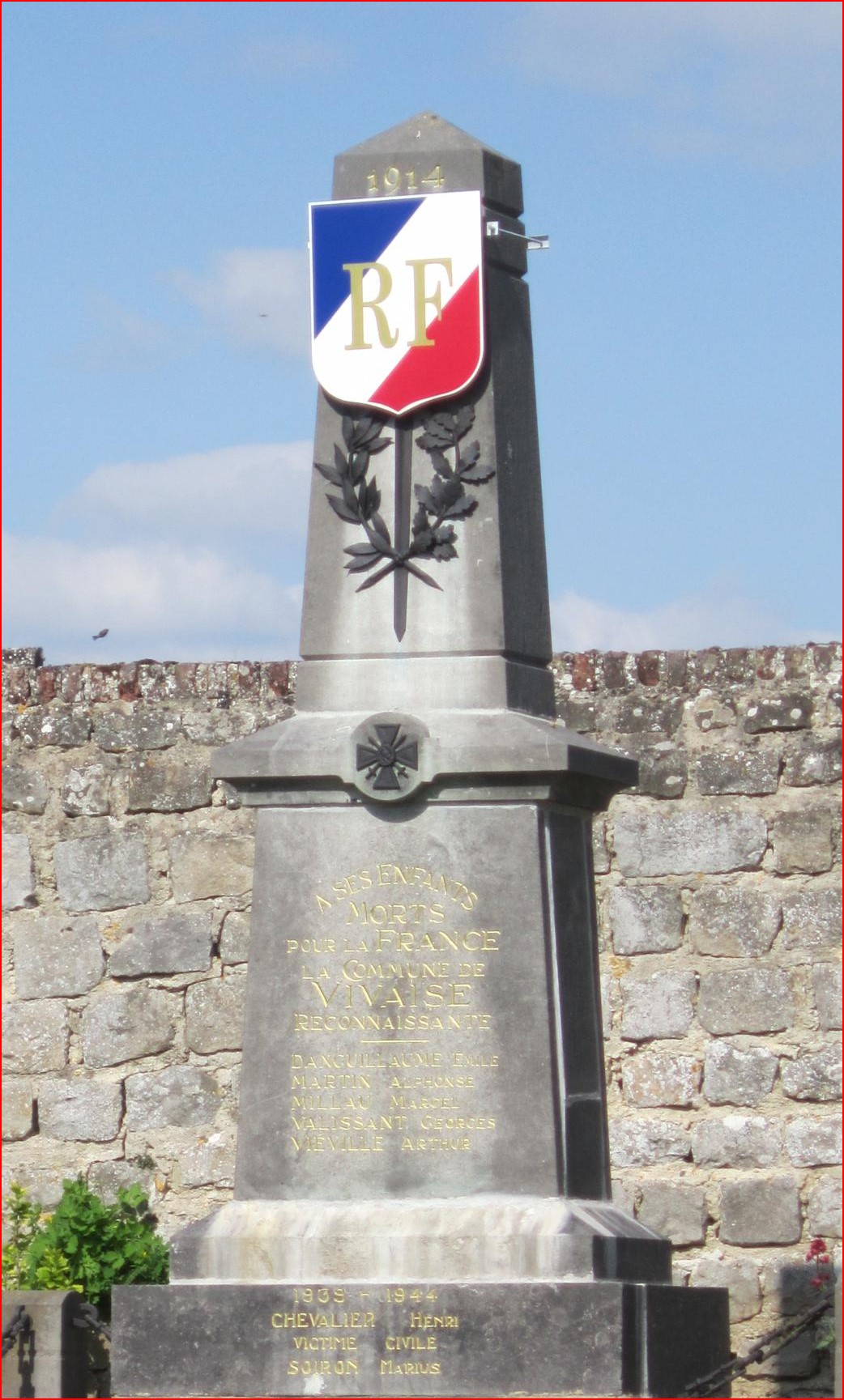
Gefallenendenkmal

- Kirche Saint-Remi
- Gefallenendenkmal